# Nate Silver
Nathaniel Read Silver (nacido el 13 de enero de 1978) es un estadístico y escritor estadounidense que analiza el béisbol (véase sabermetría) y los procesos electorales (véase psefología). Fue fundador y editor en jefe de FiveThirtyEight y actualmente escribe en su lista de correo Silver Bulletin.
Silver obtuvo el reconocimiento público por primera vez al desarrollar PECOTA, un sistema para pronosticar el desempeño y el desarrollo de la carrera de los jugadores de las Grandes Ligas, que vendió y luego administró para Baseball Prospectus de 2003 a 2009.
Silver fue nombrado como una de las 100 personas más influyentes del mundo por Time en 2009 después de que un sistema de pronóstico de elecciones que desarrolló predijo con éxito los resultados en 49 de los 50 estados en las elecciones presidenciales estadounidenses de 2008. En las elecciones presidenciales de Estados Unidos de 2012, el sistema de pronóstico predijo correctamente al ganador de los 50 estados y el Distrito de Columbia. FiveThirtyEight, como muchos medios, no pudo anticipar el ascenso de Donald Trump en las primarias presidenciales de 2016. Sin embargo, el 30% de posibilidades de victoria que le dieron a Trump antes del día de las elecciones fue significativamente mayor que el de la mayoría de los otros analistas.
En 2010, el blog FiveThirtyEight obtuvo la licencia de publicación de The New York Times. En 2012 y 2013, FiveThirtyEight ganó un premio Webby al "Mejor Blog Político" de la Academia Internacional de Artes y Ciencias Digitales.
En julio de 2013, Silver vendió FiveThirtyEight a ESPN y se convirtió en su editor en jefe. FiveThirtyEight, como propiedad de ESPN, arrancó el 17 de marzo de 2014. El sitio se centraba en una amplia gama de temas bajo la premisa del periodismo de datos.
Su libro, The Signal and the Noise (La señal y el ruido), se publicó en septiembre de 2012. Alcanzó la lista de los más vendidos de The New York Times en la categoría de no ficción, y Amazon lo nombró el mejor libro de no ficción de 2012. La señal y el ruido ganó el premio Phi Beta Kappa en ciencia 2013. El libro ha sido traducido a once idiomas: alemán, chino (ediciones separadas en tradicional y simplificado), checo, español, finlandés, italiano, polaco, portugués, rumano y ruso.
Licenciado por la Universidad de Chicago en 2000, Silver ha recibido seis doctorados honorarios: de Ripon College (2013), The New School (2013), The University of Leuven (2013), Amherst College (2014), Universidad de Georgetown (2017) y Kenyon College (2018).

## Blogs y otras publicaciones
Blogs
- Blog FiveThirtyEight, ahora propiedad de ABC
- Archivo de artículos del Prospecto de Béisbol de Nate Silver (2003-2009)
- The Burrito Bracket de Nate Silver (2007)

Otras publicaciones
- Nate Silver, "The Most Livable Neighborhoods in New York: A Quantitative Index of the 50 Most Satisfying Places to Live", Nueva York , 11 de abril de 2010 .
- Nate Silver, "The Influence Index", Time, 29 de abril de 2010 .
- Nate Silver y Walter Hickey, "Mejor película matemática", Vanity Fair , marzo de 2014 .
- Gareth Cook (Editor), Nate Silver (Introducción). Las mejores infografías estadounidenses 2014, Houghton Mifflin Harcourt. ISBN 978-0547974514 .
- Reseña de dos libros para niños, con un comentario autobiográfico: "Beautiful Minds: The Boy Who Loved Math and On a Beam of Light ", The New York Times, 12 de julio de 2013 .
- Andrew Gelman, Nate Silver, Aaron S. Edlin, "¿Cuál es la probabilidad de que su voto marque la diferencia?", Economic Inquiry, 2012, 50 (2): 321-26.
- Además de los capítulos en varios números del Baseball Prospectus anual, Silver contribuyó con capítulos a monografías únicas editadas por Baseball Prospectus, que incluyen:
  - Juego mental: cómo los Medias Rojas de Boston se volvieron inteligentes, ganaron una Serie Mundial y crearon un nuevo plan para ganar . Steven Goldman, Ed. Nueva York: Workman Publishing Co., 2005.ISBN 0-7611-4018-2.
  - Béisbol entre los números: por qué todo lo que sabes sobre el juego es incorrecto . Jonah Keri, Ed. Nueva York: Basic Books, 2006.ISBN 0-465-00596-9 (tapa dura) y{ {ISBN|0-465-00547-0}} (rústica).
  - No se acaba hasta que se acaba: el libro de carreras del banderín del prospecto de béisbol . Steven Goldman, Ed. Nueva York: Basic Books. Tapa dura 2007.ISBN 0-465-00284-6[; rústica 2008.ISBN 0-465-00285-4.